# Jacques Pellet (diplomate)
Jacques Pellet est un diplomate français né en 1962. Il consacre l'essentiel de sa vie professionnelle à l’Asie et aux questions multilatérales. De 2021 à 2025, il est ambassadeur de France au Cambodge,
.

## Biographie

### Formation
Jacques Pellet est diplômé de l’Institut d’études politiques de Grenoble.
De 1987 à 1991, il étudie la culture chinoise et la langue chinoise à l’université de Genève. C'est à l’université de Pékin « Beida » qu'il poursuit en 1991-1992.

### Diplomatie française
En 1995, Jacques Pellet entame sa carrière diplomatique: il entre à la « Direction d’Asie et d’Océanie » du Quai d’Orsay, où il est en charge du Cambodge. C'est à ce titre qu'il fait, en 1995 et 1996, deux voyages dans ce pays. Toujours en 1996, le président Jacques Chirac convie le roi Norodom Sihanouk à venir, en France, lui faire une visite d'État ; Jacques Pellet est est naturellement un des délégués qui accueillent le souverain.
En 1998-2001, il est consul général adjoint à Shanghai.
De 2002 à 2006, il est deuxième conseiller à l’ambassade de France en Iran. 
De 2013 à 2015, il est ministre-conseiller, chef adjoint de mission, à l’ambassade de France à Pékin.
En 2006-2009, il est, au sein de la « Direction des Nations-unies » du Quai d’Orsay, chargé des droits de l’Homme, des affaires humanitaires et de l’UNESCO.
En 2009, il est nommé à Genève « représentant permanent adjoint » de la France}} auprès des Nations unies et des autres organisations internationales.

### Croix-Rouge internationale
De 2016 à 2021, il rejoint le Comité international de la Croix-Rouge (CICR) comme « envoyé personnel du Président » pour les relations avec la Chine. Dans ce rôle, il est basé à Genève jusqu'en 2019. Cette année-là, il devient chef de la délégation du CICR pour l’Asie de l’Est (Chine, Mongolie et péninsule coréenne) et est basé à Pékin.

### Affiliations
Jacques Pellet est fellow du Centre Weatherhead pour les affaires internationales de Harvard.

## Distinctions
Il est chevalier de l’Ordre du Mérite français et de l’Ordre royal cambodgien.